# 내셔널 트러스트
내셔널 트러스트는 잉글랜드, 웨일즈, 북아일랜드의 유산 보전을 위한 회원제 자선 단체이다. 스코틀랜드는 스코틀랜드 독립운동의 영향으로 이와 독립적인 스코틀랜드 내셔널 트러스트가 있다.
1895년 옥타비아 힐, 로버트 헌터, 하드위크 론슬리 등이 "국익을 위해 미적 또는 역사적 가치가 있는 토지 및 건물의 영구 보존을 촉진"하기 위한 기금을 설립하였고 1907년 내셔널 트러스트법을 시작으로 법적 권한이 부여되었다.20세기 초반까지는 토지의 증여 또는 공공 청약, 재판 등을 통하여 신탁 자산을 취득하였지만, 제2차 세계대전 이후 컨트리 하우스가 빈집으로 방치되는 경우가 잦아지자 이전의 소유주로부터 이를 증여 받거나 국가토지기금으로 사들이게 되었다. 내셔널 트러스트의 자산 가운데 많은 부분은 컨트리 하우스와 지방 영지이지만 레이크디스트릭트나 피크디스트릭트와 같은 자연 경관도 보호 중이다.
내셔널 트러스트는 작위가 있는 가문의 대저택 외에도 비틀즈의 존 레논이나 폴 매카트니의 어린 시절 집과 같이 유명인과 관계가 있는 주택들도 취득하여 보전하고 있다.
내셔널 트러스트는 영국에서 가장 넓은 토지를 소유하고 있는 토지주 가운데 하나로 약 25만 헥타르(약 2,500 제곱킬로미터)의 토지와 1,260 킬로미터의 해안선을 보유하고 있으며 500 개 이상의 역사적인 주택, 성, 고고학 및 산업 기념물, 정원, 공원 및 자연보전지역이 포함된다. 보유 부동산 대부분은 대중에게 무료 개방되고 있다. 내셔널 트러스트의 연간 수입은 68억 파운드 이상으로 주로 회원의 회비, 여러 곳의 기부, 직접적인 재산 수입 및 상점과 식당의 운영을 통한 수익사업 등이 수입원이고 다른 단체나 정부 및 자치 단체의 보조금과 국립 유산 기금 복권에 의한 수입도 포함된다.

## 역사

### 창립

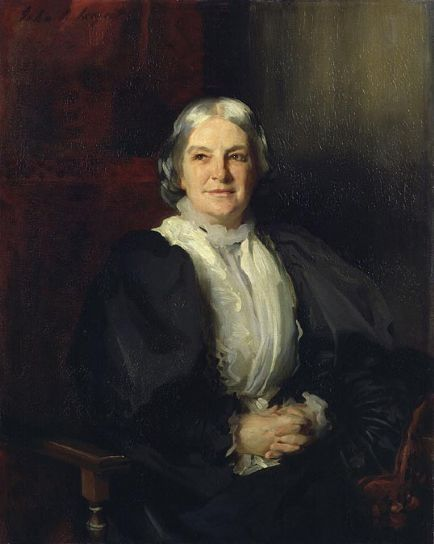
옥타비아 힐의 초상화, 존 싱어 사전트의 작품, 1898년

내셔널 트러스트는 1895년 1월 12일에 "역사 사적 또는 자연 명승을 위한 내셔널 트러스트"로 통합되었으며 오늘날에도 사용되는 트러스트의 법적 공식 명칭이 되었다.  내셔널 트러스트의 설립자는 사회 개혁가 옥타비아 힐, 변호사 로버트 헌터, 성직자 하드윅 론슬리이다.
1876년 옥타비아 힐은 여동생 미란다와 "빈자와 함께 아름다운 것들의 사랑을 나누는" 협회를 세웠다. 박애주의자 존 키를의 이름을 따 키를 협회라고 이름 붙인 이 협회는 도시 주민의 레크레이션을 위한 열린 공간과 이를 채울 실내장식, 음악, 도서 등을 확보하는 켐페인을 벌였다. 로버트 헌터는 공공 토지 및 도보 도로 확보를 위한 공용 보전 협회의 변호사로 레이크디스트릭트의 보호를 위한 캠페인을 벌였다. 헌터는 1894년 건물과 토지를 취득하여 보전할 법인을 만들자는 아이디어를 제안하였다. :1–23
1894년 7월, 힐과 헌터, 론슬리, 그리고 웨스트민스터 공작이었던 휴 루퍼스 그로스베너가 그로스베너 하우스에서 만나 내셔널 트러스트 결성에 뜻을 모으고 정관을 무역위원회에 제출하였다. 1895년 1월 12일 "국익을 위해 미적 또는 역사적 가치가 있는 토지 및 건물의 영구 보존 촉진"을 목적으로 하는 법인이 수립되었다.:24-25

### 초기

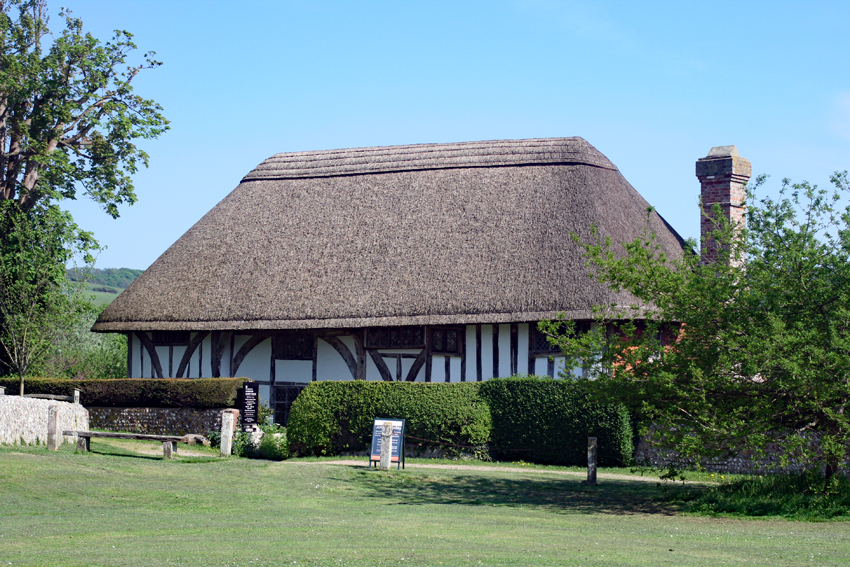
알프리스톤 사제관. 1896년 내셔널 트러스트가 처음 매입한 건물.

1895년 초 내셔널 트러스트는 웨일스 바머스의 절벽 위쪽의 땅인 다이너스 올루를 첫 자산으로 취득하였다. 이 땅은 론슬리의 친구인 패니 탈봇이 기증한 것이었다. 1896년 내셔널 트러스트는 서식스에 남아있는 14세기 목조 건축물인 알프리스톤 사제관을 10 파운드에 구입하였고 350 파운드를 들여 수리하였다.:27
1907년 헌터는 최초의 내셔널 트러스트법안을 작성하여 영국 의회를 통과시켰다. 이 법안은 토지 사용 계획의 변화에도 불구하고 내셔널 트러스트가 토지 수용을 거부할 수 있는 권한을 부여하였고 또한 내셔널 트러스트가 토지 및 건물의 자체적인 관리를 위한 부칙을 수립할 수 있도록 하였다.:30-31이를 기점으로 내셔널 트러스트 법은 1919년, 1937년, 1939년, 1953년 및 1971년에 추가 법률이 뒤따랐다.
내셔널 트러스트의 초기 활동은 주로 개방된 공간의 매입과 다양한 위험에 처한 건물의 획득에 촛점을 두었다. 건물은 일반적으로 작은 크기의 것들이었고 서머싯의 컨트리 하우스였던 배링턴 코트는 예외적인 경우였다.:34-36 초기 활동 당시 내셔널 트러스트가 은행가이자 자연주의자였던 찰스 로스차일드의 기부를 받아 인수한 케임브리지셔의 위큰 펜과 노퍽의 블레이크니 포인트는 훗날 자연 보호 구역이 되었다.:36-37 1909년 60 파운드에 구입한 솔즈베리평야의 화이트 버로우는 내셔널 트러스트가 처음 획득한 고고학 유적이다.
1914년 당시 런던의 작은 사무실에서 운영되던 내셔널 트러스트에는 725명의 회원이 있었고 확보한 토지는 5,814 에이커(23.5 제곱킬로미터) 정도였다.:40

### 확장

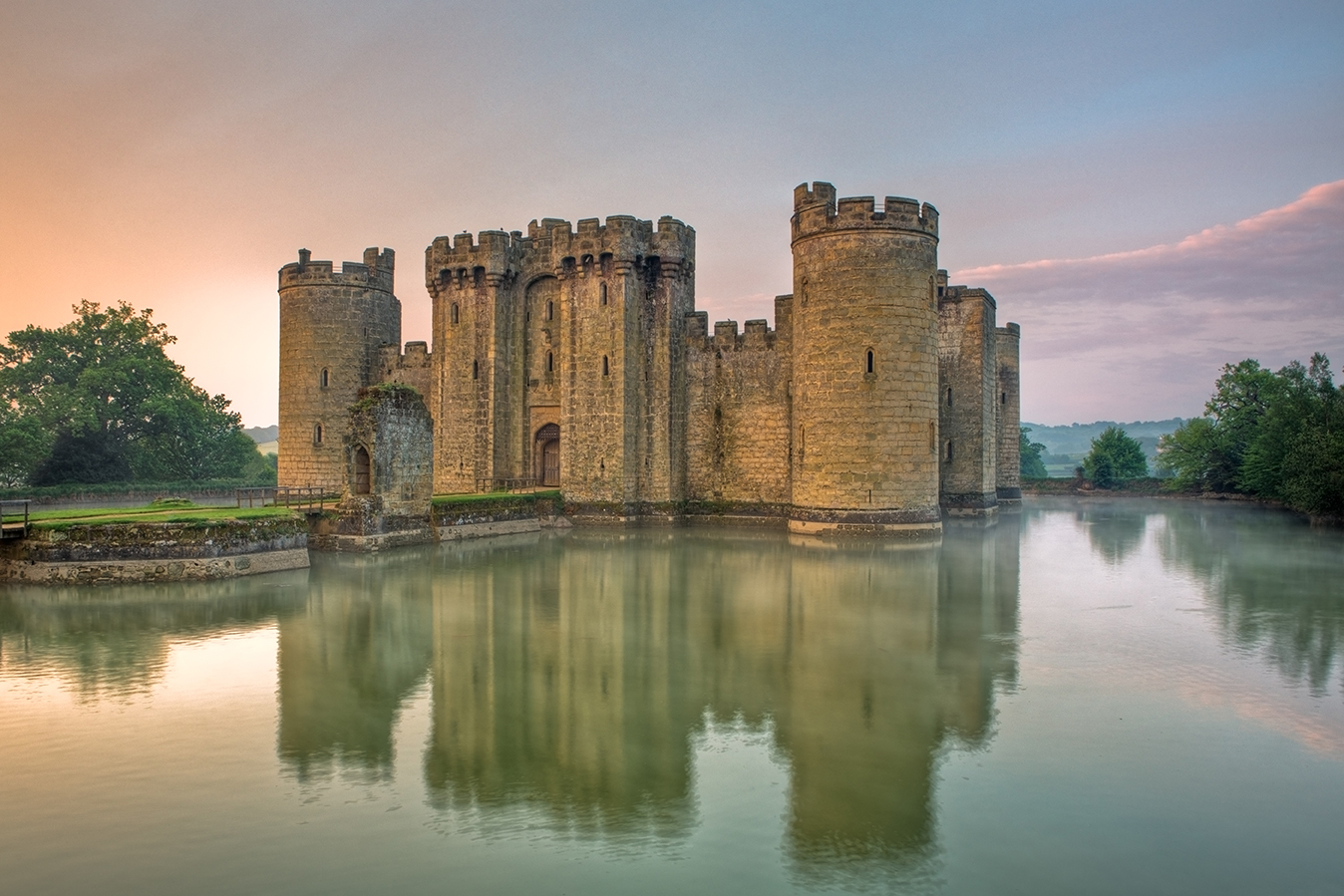
1926년 인수한 보디엄성

1920년 내셔널 트러스트의 창립자 가운데 마지막 생존자인 론슬리가 사망하였다. 내셔널 트러스트는 레이크디스트릭트의 더웬트워터에 있는 그레이트우드를 포함한 5천 에이커의 토지를 론슬리 기념 토지로 지정하였다. 1923년 문학 평론가 존 베일리가 내셔널 트러스트의 회장이 되었다. 베일리 시기 내셔널 트러스트는 기금, 회원, 자산의 모든 면에서 성장을 계속하였다.:50 1920년대에는 웨스트서식스의 시스버리 링과 같은 많은 고고학 유적지를 취득하였고 커들스톤 후자이었던 조지 커즌이 기증한 보디엄성과 타트슬성을 인수하였다.:51-52 1925년 내셔널 트러스트는 하트퍼드셔의 에쉬리지 영지의 매입을 위한 전국적 켐페인을 벌여 8만 파운드의 기록적인 성금을 모았다.:53  1931년 베일리가 사망하자 《타임스》는 생전에 보인 그의 열정에 경의를 표했다.
내셔널 트러스트는 레이크디스트릭트에 이은 자연 경관 보전지로 피크디스트릭트를 선정하고 1930년부터 취득하기 시작하였다. 1934년 스태퍼드셔의 일람 홀이 유스호스텔로 개조되었다.:105-107  1930년대 내셔널 트러스트의 중점 사업은 해안 보존으로 데번과 콘월에만 30개 이상의 소규모 해안 부동산이 내셔널 트러스트에 제공되었다.:108  1934년 버킹엄셔에 있는 웨스트 위컴이 내셔널 트러스트의 자산이 되었다. 이 마을은 데시우드 가문의 소유였으나 1929년 월스트리트 대폭락의 여파로 경매 매물이 되었고 왕립예술학회가 이를 인수하여 내셔널 트러스트에 기증하게 되었다. 이는 내셔널 트러스트가 마을 전체를 인수한 첫번째 사례였다. 1939년 내셔널 트러스트는 체셔의 마을인 쿼리 뱅크밀을 기부받았다..:110-111
1930년대에서 1940년대에 걸쳐 내셔널 트러스트는 퍼거슨의 갱으로 불린 익명 기부자들의 독특한 모금 방식에 따른 혜택을 보았다. 퍼거슨의 갱은 빌 스티커즈나 레드 비디와 같은 가명을 쓰는 여성들로 변장을 하고 트러스트에 성금을 전달하였다. 퍼거슨의 갱이 모은 성금은 서리의 셸포드 밀과 아일오브와이트의 뉴턴 올드타운홀을 포함한 다양한 부동산 매입에 사용되었다.

### 컨트리 하우스 계획

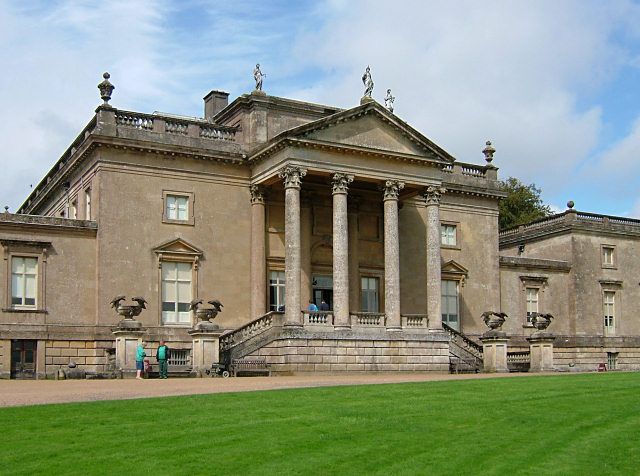
스투어헤드

1936년 내셔널 트러스트는 제임스 리즈마일른을 비서로 하는 컨트리 하우스 위원회를 구성하여 컨트리 하우스와 그에 딸린 정원을 보전하는 방법을 조사하였다. 이미 소유자들이 건물을 유지할 여력을 잃고 있던 컨트리 하우스의 보전을 위하여 영국 국회는 1937년과 1939년 내셔널 트러스트법을 재정하여 내셔널 트러스트가 컨트리 하우스의 소유권 인수를 쉽게 할 수 있도록 하였다. 이 법안은 컨트리 하우스의 소유권을 내셔널 트러스트에 기증하면 부동산 취득세를 면제하고 필요할 경우 대중 공개를 조건으로 전 소유주가 계속하여 주거할 수 있도록 한 것이다. 이 계획에 따라 제공된 첫 주택은 윌트셔의 스투어헤드였지만 1947년 소유주 부부가 사망한 뒤에야 소유권이 이전되었다.
이 계획에 따라 내셔널 트러스트가 실제 인수한 첫 주택은 울버햄프턴 근처의 위트윅 장원으로 신축된 지 50년이 지난 비교적 현대적 건물이었다. 윌트셔의 또 다른 건물인 래콕 아베이의 인수를 위해서는 윌리엄 폭스 탤벗의 손녀였던 마틸다 탤벗과 7년에 걸친 협상을 벌여야 했다.:84-103

### 전후 시대

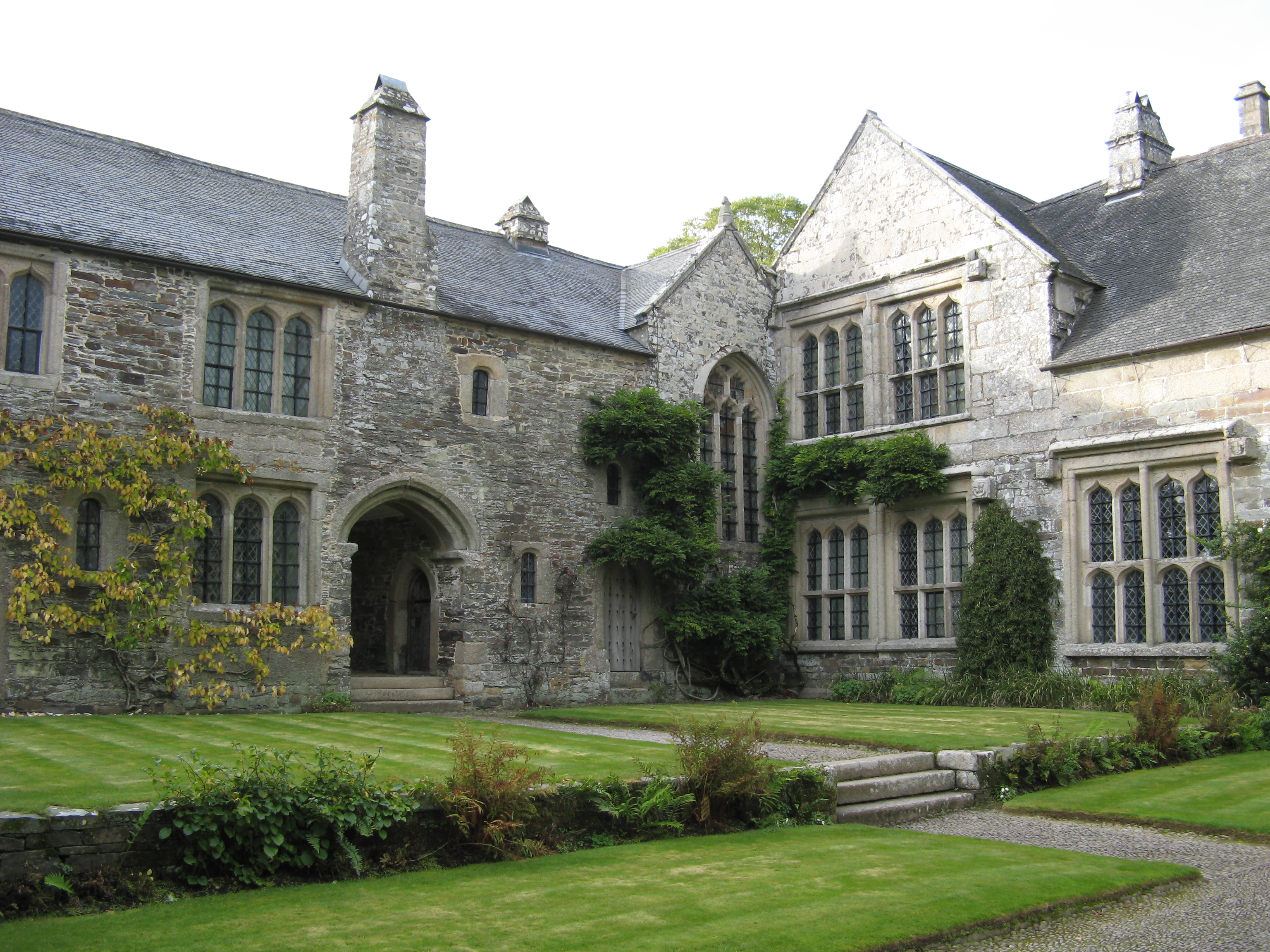
코트헬

제2차 세계대전 이후 영국 정부는 잉여 전리품 판매 자금으로 국유지 기금을 마련하면서 유산세를 대신하여 정부가 인수한 역사적 건물과 토지를 내셔널 트러스트로 신탁 이전하는 것을 허용하였다. 이 계획에 따라 내셔널 트러스트가 획득한 첫 번째 개방지는 레이크디스트릭트의 하트솝에 있는 농지였고 콘월의 컨트리 하우스인 코트헬을 인수한 이래 하드윅 홀, 이크워스 하우스, 펜린성, 시싱허스트 성 정원 등을 인수하였다. :68–70 영국 정부의 국유지 기금은 1980년 국가문화유산기금으로 대체되었다.
이 기간 동안 내셔널 트러스트의 보전 사업은 추가적인 법률 지원을 받았다. 1947년 도시 및 지역 계획법은 지자체의 개발사업에서 내셔널 트러스트와의 협력을 강화하였고, 1953년 역사적 건물 및 고대 기념물법은 내셔널 트러스트가 해당 유적의 보전을 위해 정부 보조금을 받을 수 있도록 허용했다. 내셔널 트러스트는 다른 역사적 건물의 소유주와 동일한 조건으로 건물을 유지 관리한다. :72-78
윌리엄 셰익스피어의 출생지인 스트랫퍼드어폰에이번의 운하의 남쪽 부분을 복원하는 사업이 1959년에 시작되어 1964년까지 이어졌다.:191-193
1945년에서 1965년 사이 내셔널 트러스트의 회장은 크로포드 백작 데이비드 린지였다. 이 사이 회원수는 7,850명에서 157,581명으로, 직원 수는 15명에서 450명으로 늘어났고 보유 토지 면적은 1945년 112,000 에이커 (45,000 ha) 에서 1965년 328,000 에이커 (133,000 ha; 1,330 km2; 512 mi2) 로 늘었으며 53,000 에이커 (21,000 ha)의 추가 취득 계약이 이루어졌다.:335-337 1945년 5월 내셔널 트러스트는 본부를 퀸 앤스 게이트로 이전하였다.:335-337

### 벤슨 보고서
1965년 트러스트는 해안선을 보전하기 위한 엔터프라이즈 넵튠 프로젝트를 시작하여 첫해에 80만 파운드를 모금하였지만 프로젝트 책임자인 콘래드 론슬리(창립자인 하드위크 론슬리의 손자)가 이탈하면서 기금의 운영 방식을 공격하여 큰 곤경에 놓였다. 1967년 2월 소집된 임시 총회는 개혁파의 결의안을 부결시켰지만 내셔널 트러스트의 개혁 필요성은 인정하고 자문위원회를 구성하였다.:219-249 외부인사가 포함된 자문위원회는 1968년 밴슨 보고서를 제출하였고 1971년 이 보고서를 기반으로한 새로운 내셔널 트러스트법이 만들어졌다. 벤슨 보고서는 내셔널 트러스트의 자산 관리 투명화를 요구하였고 이후 자산의 상당수는 지자체가 위임받아 운영하게 되었다.:84-85

### 백주년
내셔널 트러스트 회원 수는 1968년 160,000명에서 100주년이 되는 1995년 200만 명 이상으로 크게 증가하였다. 벤슨 보고서와 지역 정보 담당관의 권고에 따라 내셔널 트러스트는 1970년대부터 소유 부동산에 찻집과 기념품 상점 등을 운영하였고 1984년 무역 활동 자회사를 설립하였다. 또한 연극, 콘서트, 교육 행사와 같은 프로그램도 기금을 통해 진행하였다. 1986년 최초의 여성 회장으로 제니퍼 젠킨스가 임명되었다.
1995년에 100주년을 맞을 때 내셔널 트러스트는 223 채의 주택, 159 개의 정원, 670,000 에이커 (270,000 ha; 2,700 km2; 1,050 mi2)의 전원, 530 마일 (850 km)의 해안선을 소유하였다.
1990년 내셔널 트러스트 소유 토지 내에서의 사슴 사냥 허용과 관련한 논란이 있었고, 1997년부터 금지되었다.

### 21 세기

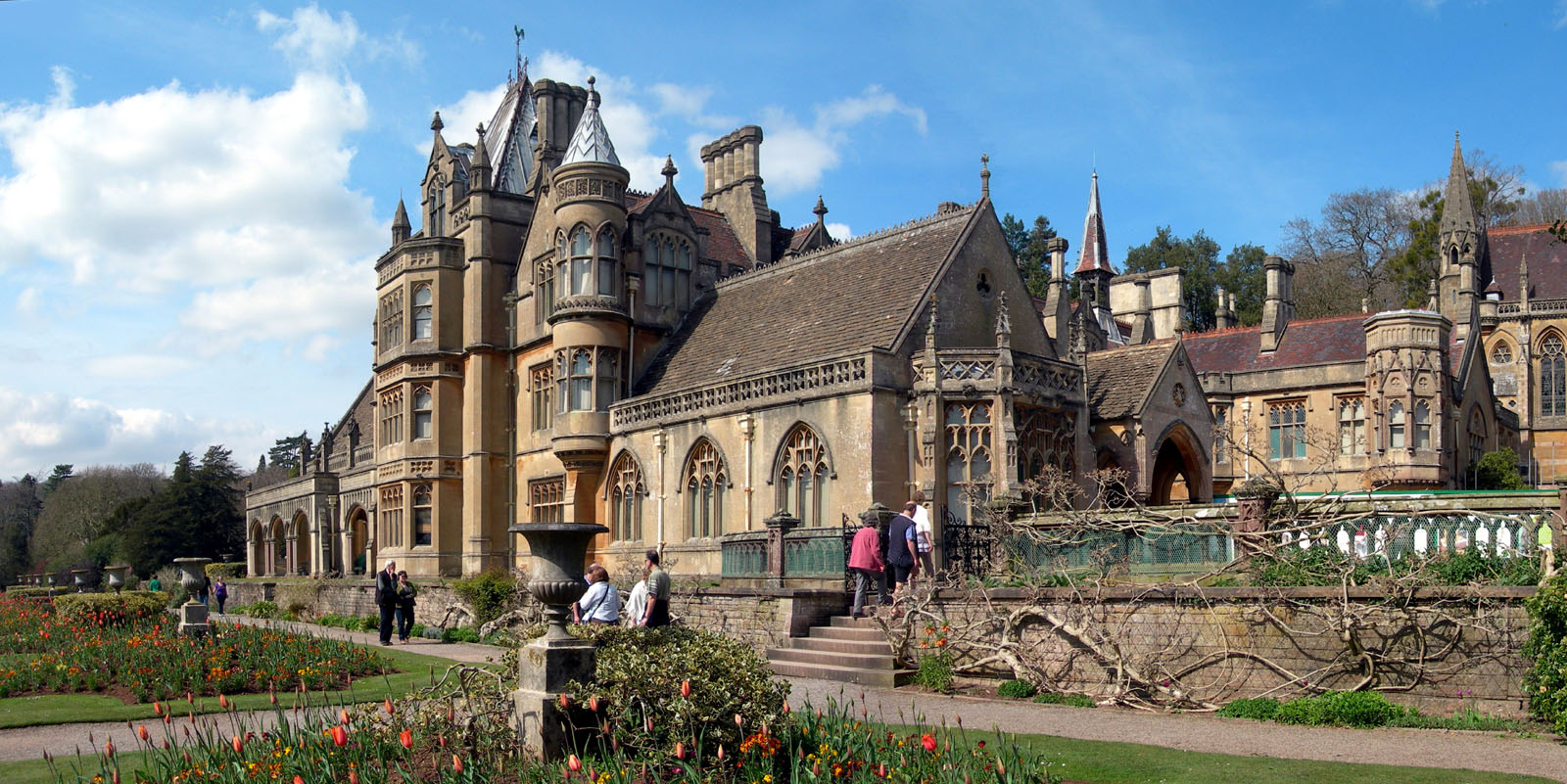
고딕 복고양식의 타인터스필드. 2002년 인수.

2002년 내셔널 트러스트는 10년 이상의 공백을 깨고 컨트리 하우스를 구입했다. 서머싯의 고딕 복고양식인 타인터스필드는 국가문화유산기금과 유적복권기금 및 일반인의 기부금으로 인수되었다. 3년 후인 2005년에 노섬벌랜드의 또 다른 장원인 시튼 딜러벌홀을 인수하였다.
2005년 내셔널 트러스트는 윌츠셔의 스윈던으로 본부를 이전하였다. 새 본부는 영국 대서부 철도의 스윈던 작업장 부지에 건설되었으며 방치된 채 남아있는 유휴지인 브라운필드의 리뉴얼 모델을 세우기 위한 의도가 담겨있다. 본부 건물은 평소 내셔널 트러스트의 후원자였던 동화 작가 베아트릭스 포터의 첫 이름 헬렌을 기려 힐리스라고 명명되었다. 2019년 6월 직원 증가에 따른 내부 개보수 계획이 발표되었다.
2007년 노예무역 폐지 200주년을 기념하여 내셔널 트러스트는 계간지에 실은 "과거의 호출"이라는 기고문을 통해 내셔널 트러스트의 자산과 수집품 가운데 일부를 "숨겨진 역사"의 측면에서 다시 검토하겠다고 발표하였다. 내셔널 트러스트의 2020년 자체 조사에 따르면 소유 건물 및 정원의 3분의 1에 해당하는 93개가 과거 영국 동인도 회사 등의 식민주의 및 노예무역과 관련이 있다. 이 보고서는 사회적 논란을 불러일으켰고 내셔널 트러스트의 자산 수탁에 대한 규제 조치는 기각되었지만 회원 내에서 신뢰 회복 운동이 일어나는 계기가 되었다.

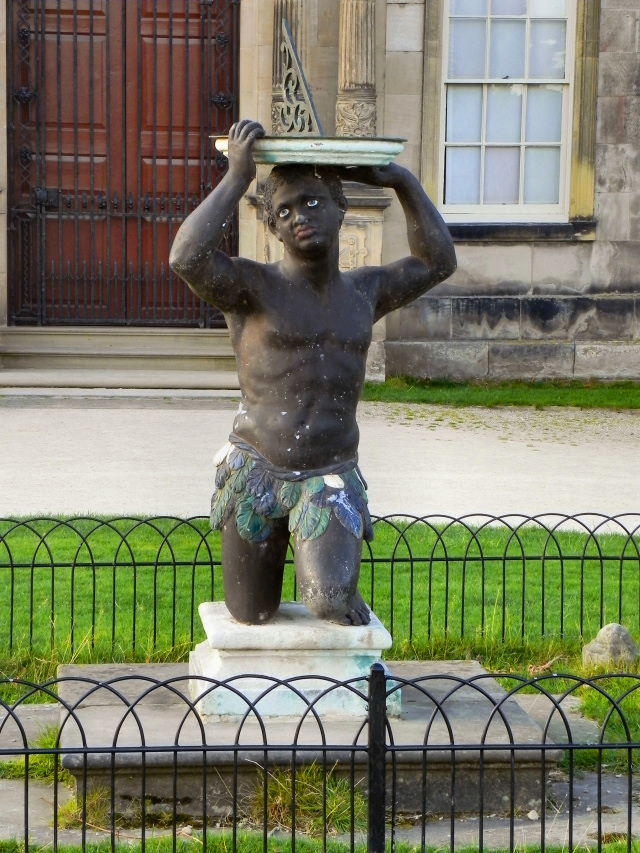
The Dunham Massey sundial

이 논란과 함께 조지 플로이드 사망 사건에 따른 전세계적 시위가 일어나자 2020년 던햄 매시 홀 앞에 있는 "머리 위에 해시계를 들고 무릎을 꿇은 아프리카 인물"의 모습을 한 해시계 조각상이 위치를 옮기게 되었다.
영국의 코로나19 범유행으로 2020년 3월 내셔널 트러스트의 유적, 상점, 카페가 문을 닫았고 그 직후 모든 공원과 정원도 폐쇄되었다. 2020년 6월 공원이 재개장되기 시작했지만 그 해 10월 내셔널 트러스트는 1,300명의 인원 감축을 발표하였다.
2021년 5월, 팀 파커가 회장직을 사임하였다.

## 조직

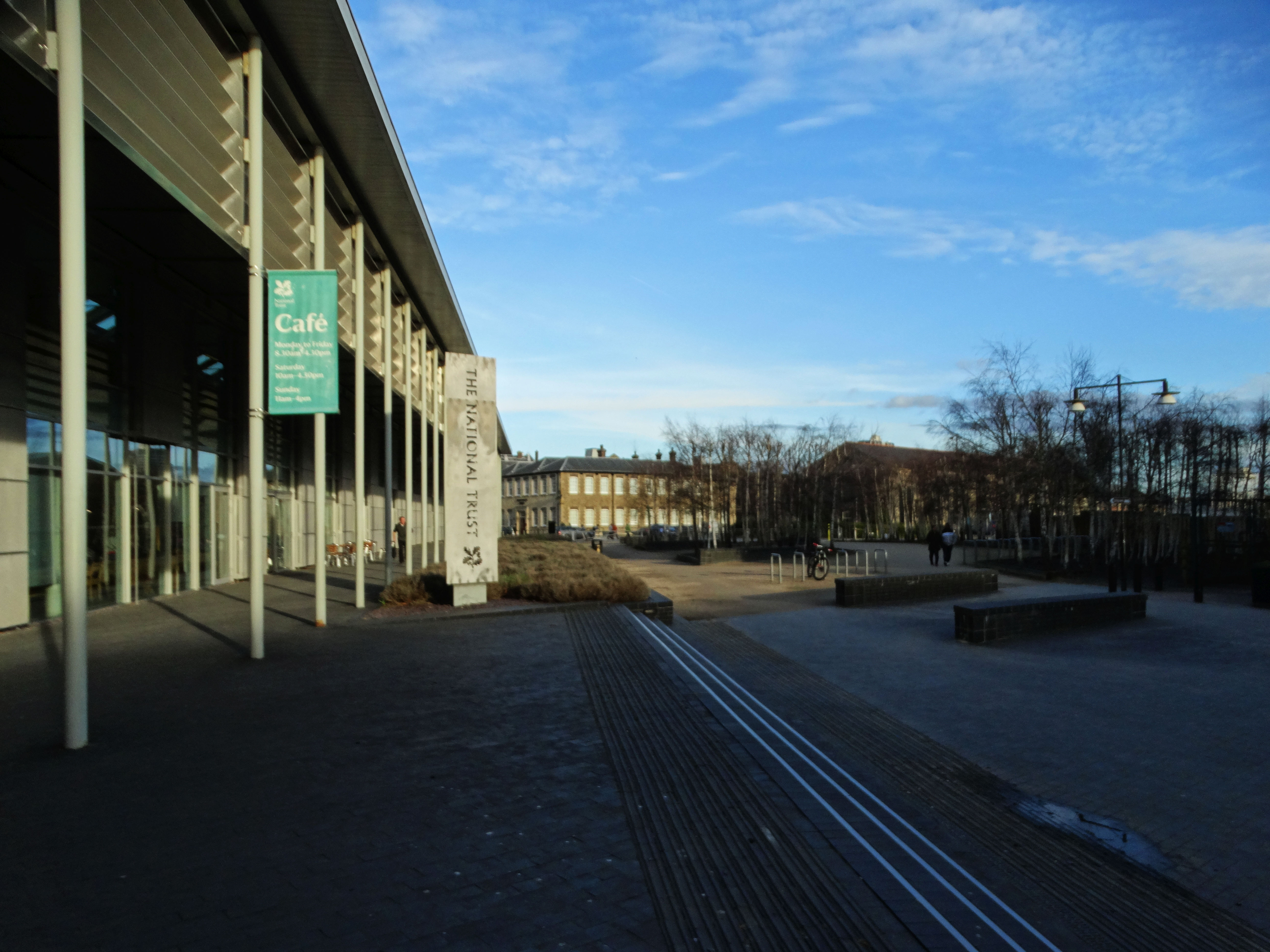
힐리스

내셔널 트러스트는 법정 독립 자선 단체이다. 1895년 비영리 법인으로 시작하여 1907년 법정 조직이 되었고 1919년에서 1970년 사이 후속 법안들에 의해 권한의 수정과 확장이 이루어져 왔다. 최근의 법률 개정은 2005년 내셔널 트러스트법 시행령이다.
내셔널 트러스트의 운영은 회원이 선출한 18명과 관련조직이 임명한 18명으로 구성된 운영위원회가 임명하는 이사회에 의해 이루어진다. 운영위원회의 위원을 지명할 수 있는 조직으로는 토지협회, 왕립원예협회, 영국 고고학위원회 등이 있다. 회원은 총회를 통해 나머지 절반의 운영위원을 선출하고 동의안 제출권을 갖는다.
본부는 스윈던에 있고 영국의 각 행정구역 마다 지부가 있다.
2019년 -2020년 기준 내셔널 트러스트의 직원은 임시계약직 약 4,000명을 포함하여  14,000명이 있다. 2009년부터 고객 서비스는 캐피타로 아웃소싱되었다. 사무총장 힐러리 맥그레이디의 연봉은 195,700 파운드이고 임원 8 명은 100,000 파운드 이상의 연봉을 받고 있다. 내셔널 트러스트는 생활임금재단이 권고하는 생활임금 지급 대상이 아니다. 2020년 7월 코로나19 사태로 1,200 명의 인원 감축을 예고하였고 그해 10월 1,300 명을 해고하였다.

## 기금
2020년 2월 회계 마감 기준 연간 수입은 약 68억 파운드이고, 이 가운데 가장 큰 영역은 26억9천만 파운드의 회비였다. 이외에 직접 재산 수입이 19억7천만 파운드, 수익 사업 및 재생에너지 수입이 7억9천만 파운드, 유산 수익이 6억1천만 파운드였다. 내셔널 트러스트는 비회원에게도 자산을 무료로 방문할 수 있도록 하는 유산 개방의 날을 운영한다.

## 회원가입 및 자원봉사
2020년 2월 말 기준 회원 수는 5백95만 명으로 이 가운데 2백78만 명은 평생회원이다. 회원은 입장료 없이 내셔널 트러스트의 자산을 방문할 수 있다. 미국의 후원자를 위한 별도의 로열 오크 파운데이션을 운영하고 있다.
내셔널 트러스트의 자원봉사자는 2020년 현재 약 5만3천 명 이상이다.

## 자산
2020년 기준 내셔널 트러스트의 보유 토지는 약 250,000 헥타르 (620,000 ac; 2,500 km2; 970 mi2)로  해안선  780 마일 (1,260 km), 200개 이상의 역사적 건물, 41개의 성 및 예배당, 47개의 산업 기념물 및 공장, 공장 및 광산 부지, 9개의 등대, 56개의 마을, 39개의 공공 주택 및 25개의 중세 헛간 등을 보유하고 있다. 보유 토지 대부분은 농업에 사용되며 직접 재배하거나 임대한다. 트러스트는 보유 건물 일부를 휴가용 별장으로 임대하고 있으며 1-5 등급으로 나누어 임대료를 받고 있다.

### 유서 깊은 건물과 정원

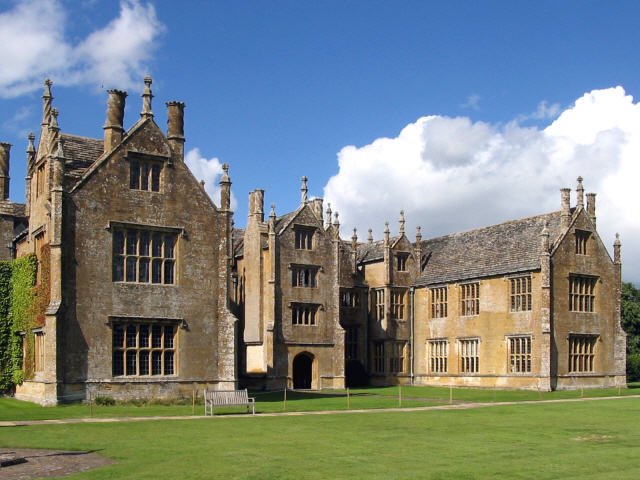
배링턴 코트

내셔널 트러스트가 대중에 공개하는 건물은 200채 이상이다. 대부분 컨트리 하우스나 정원이 딸린 장원 등 거대한 규모의 건물이다. 건물에는 원래부터 소유하던 그림, 가구, 서적, 금속 세공품, 도자기 및 직물 컬렉션 등이 포함된다. 상당수는 회랑과 부속 건물도 온전히 남아있다. :6–12 2019-20년에 가장 많은 방문객을 받은 곳은 슈롭셔의 컨트리 하우스인 에팅햄 파크로 벽으로 둘러쌓인 정원과 험프리 렙턴이 디자인한 생울타리로 둘러쌓인 대정원을 갖춘 전형적인 장원이다.:30-31
내셔널 트러스트가 1907년 최초로 인수한 컨트리 하우스인 서머싯의 엘리자베스시대 저택 베링턴 코트는 많이 낡아 있는 상태로 내부는 비어있었다. 이때의 경험으로 내셔널 트러스트는 건물의 유지 비용을 기금 운영에 포함하였다.:7 20세기 중반 많은 컨트리 하우스들이 헐려나가기 시작하였고 내셔널 트러스트는 이들의 보전을 위해 컨트리 하우스 수집에 집중하였다. 내셔널 트러스트는 이들의 인수를 위해 종종 거주자가 계속 살 수 있도록 협상하였다. 그러나 1980년대 이후 막대한 기금이 드는 컨트리 하우스 인수는 기피되어 드물어졌고 2000년 이후에야 타인터스필드와 시튼 딜러벌홀 인수를 계기로 다시 시작되었다.

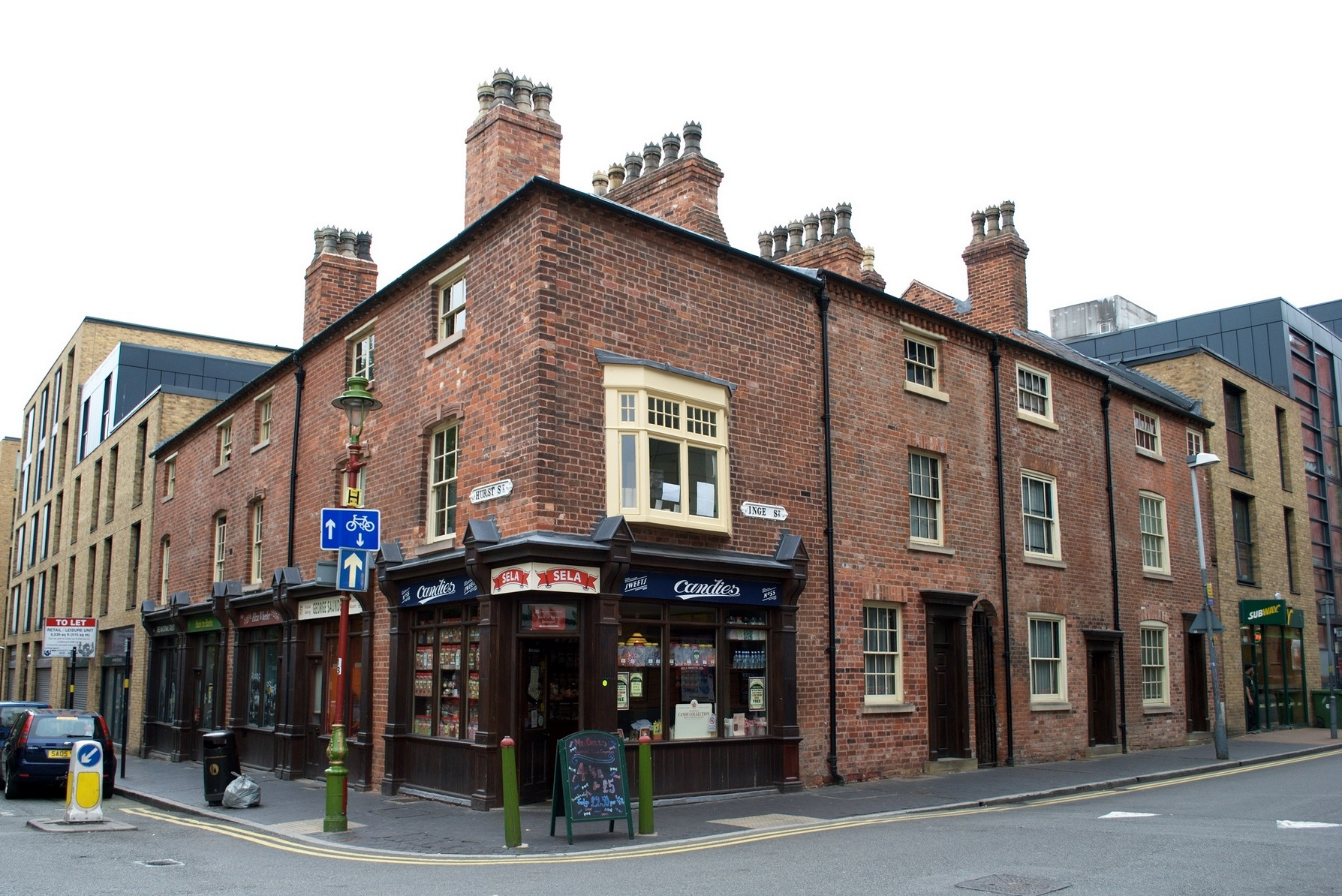
버밍엄 백투백스 외관

내셔널 트러스트는 근세 시기 이후의 건물인 컨트리 하우스들 뿐만 아니라 유명인과 관련한 현대 건물들도 획득하고 있다. 예를 들면 훌륭한 컨트리 하우스뿐만 아니라 더 작은 부동산도 소유하고 있으며 그 중 다수는 유명한 사람들과 관련이 있다. 예를 들면 조지 버나드 쇼의 고향집, 엘런 테리의 고향집과 같은 것이 있다.:6–12, 279 런던 햄프스티드에 있는 에르뇌 골드핑거의 집은 내셔널 트러스트가 인수한 첫 근대 건축이 되었다.:340 1995년 내셔널 트러스트는 폴 매카트니가 어린 시절 살던 리버풀의 포슬린 로드 20번지를 구입했다. 멘러브 애비뉴 251번지는 존 레논 이 어린 시절을 보낸 집으로 2002년 오노 요코가 구입하여 트러스트에 기부했다.:6,139,212 버밍엄 백투백스는 내셔널 트러스트가 보존한 노동계급 연립주택이다.:50
몇몇은 관련 기관이나 사설 재단과 협약을 맺고 관리한다.

### 예술품

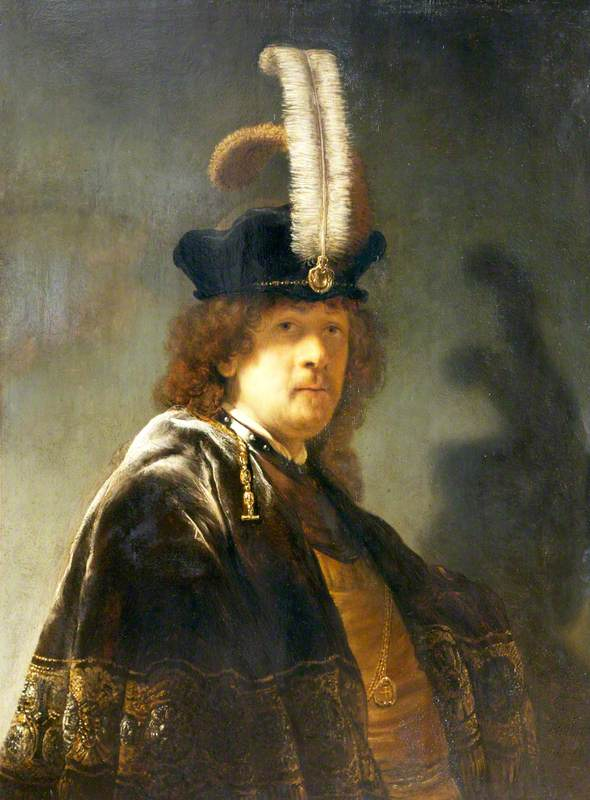
버클랜드 수도원이 소장중인 렘브란트의 자화상

1895년 설립된 이래로 내셔널 트러스트는 자산의 전체를 인수하면서 건물 등에 딸린 예술품도 수집해 왔다. 1956년 그림과 조각에 대한 큐레이터를 운영하기 시작하여 2021년 관련부서를 해체하였다. 내셔널 트러스트 컬렉션에는 렘브란트, 히에로니무스 보스, 엘 그레코, 페테르 파울 루벤스, 앙겔리카 카우프만, 스텐리 스펜서와 같은 화가들의 작품이 포함되어 있다.

### 해안선과 시골

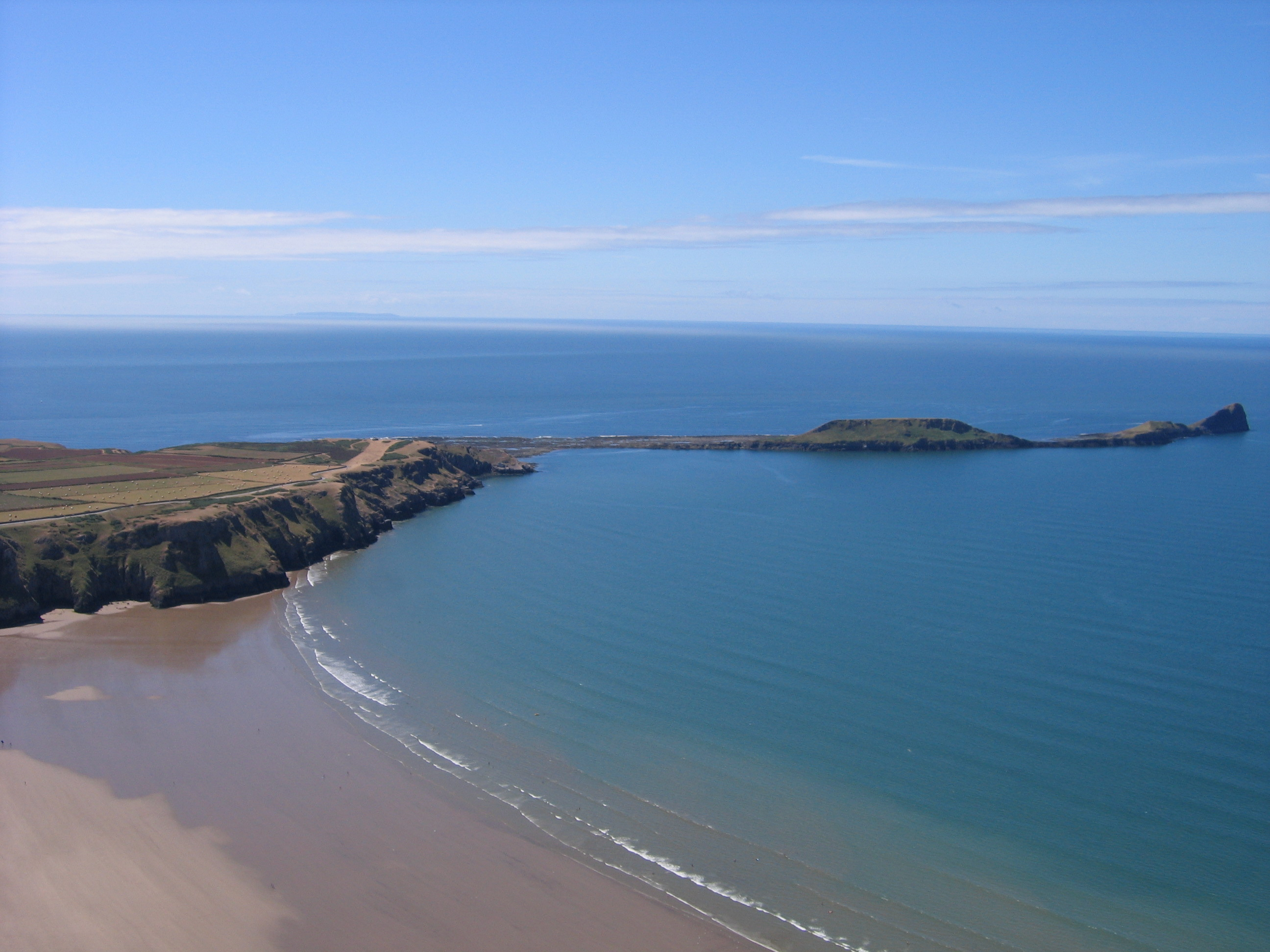
로실리의 절벽과 곶

내셔널 트러스트는 영국에서 가장 큰 사유지 소유주이다. 소유하고 있는 25만 헥타르의 토지 대부분은 시골에 있으며 컨트리 하우스에 딸린 공원과 농장으로 구성되어 있지만 이 외에도 경관 보전과 과학적 가치를 고려해 취득한 곳도 있다. 내셔널 트러스트는 레이크디스트릭트의 약 4분의 1을 직접 소유하거나 보전 협약을 맺어 관리하고 있으며 피크디스트릭트 국립공원도 12%를 소유하고 있다.
내셔널 트러스트 소유 토지 가운데 약 20만 헥타르는 농지로 직접 운영하거나 임대한다. 농지에 대해서는 방문객의 이동 통로에 제한을 두고 있다. :5–6 케임브리지셔의 윔폴 부지에서는 농장 가정을 대중에 공개한다.:344 농지 외에도 숲, 삼림, 구릉 및 황무지를 소유하고 있으며 이들 지역은 무료로 개방되어 있다.:4
내셔널 트러스트가 소유하거나 보전하고 있는 해안선은 780 마일 (1,260 km)로 잉글랜드, 웨일즈, 북아일랜드 해안선의 약 5분의 1에 해당한다.

### 내셔널 트러스트 재산 보호
내셔널 트러스트법은 토지 수용 거부 권한을 부여하고 있다. 이를 통해 내셔널 트러스트는 각종 개발 계획에도 불구하고 의회의 특별한 절차 없이 내셔널 트러스트의 희망에 반하여 토지가 수용되거나 근저당 설정이 되는 것을 방지한다. 데번의 솔트럼 공원을 통과하는 우회도로 건설안은 공원을 보전하고 있는 내셔널 트러스트의 토지 수용 거부가 불보듯 뻔하였기 때문에 의회 논의과정에서 기각되었다.:215-216
2017년 내셔널 트러스트는 회원들의 비판에도 불구하고 A303 도로 확장 계획의 일환으로 계획된 스톤헨지 아래를 통과하는 지하도로 건설을 지지하였다. 이 도로 공사 계획에는 내셔널 트러스트가 소유한 양도 불가능한 토지의 강제 수용이 포함되어 있다. 이 문제는 2021년 법정 분쟁으로 비화하였고 2023년 7월 현재 유네스코의 우려와 시민 단체의 반대에도 영국 정부가 터널 사업을 강행하고자 하고 있어 분쟁이 계속되고 있다.

### 방문객이 많이 찾는 명소

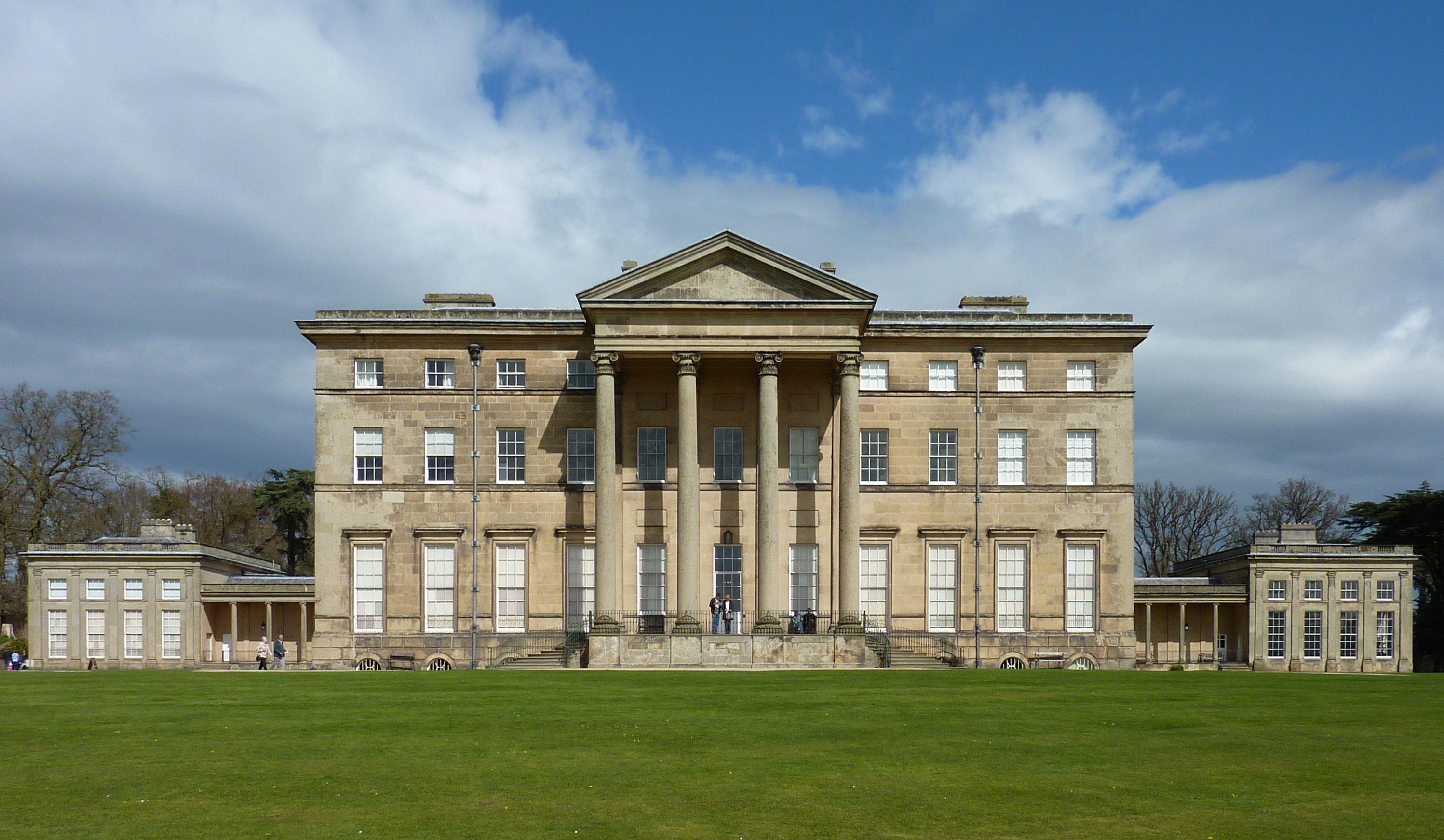
슈롭셔주의 애팅햄 파크는 2021-22년 시즌에서 방문객이 가장 많은 내셔널 트러스트 소유지이다.

내셔널 트러스트의 2021년–2022년 연례 보고서에 공개된 5만 명 이상의 방문객이 있는 보전 지역은 다음과 같다.
| 순위 | 자산          | 위치              | 방문자  |
| ---- | ------------- | ----------------- | ------- |
| 1    | 애팅햄 공원   | 슈롭셔            | 562,873 |
| 2    | 클리브덴      | 버킹엄셔          | 543,751 |
| 3    | 던햄 매시 홀  | 그레이터 맨체스터 | 506,534 |
| 4    | 클럼버 공원   | 노팅엄셔          | 489,257 |
| 5    | 칼크 수도원   | 더비셔            | 440,966 |
| 6    | 파운틴스 애비 | 노스 요크셔       | 389,511 |
| 7    | 벨튼 하우스   | 링컨셔            | 355,679 |
| 8    | 스투어헤드    | 윌트셔            | 350,894 |
| 9    | 앵글시 수도원 | 케임브리지셔      | 339,355 |
| 10   | 킹스턴 레이스 | 도싯              | 319,820 |
|      |               |                   |         |

## 같이 보기
- 잉글리시 헤리티지
- 스코틀랜드 내셔널 트러스트